# Villargondran
Villargondran is een gemeente in het Franse departement Savoie (regio Auvergne-Rhône-Alpes). De plaats maakt deel uit van het arrondissement Saint-Jean-de-Maurienne. Villargondran telde op 1 januari 2022 804 inwoners.

## Geografie
De oppervlakte van Villargondran bedroeg op 1 januari 2022 6,12 vierkante kilometer; de bevolkingsdichtheid was toen 131,4 inwoners per km².

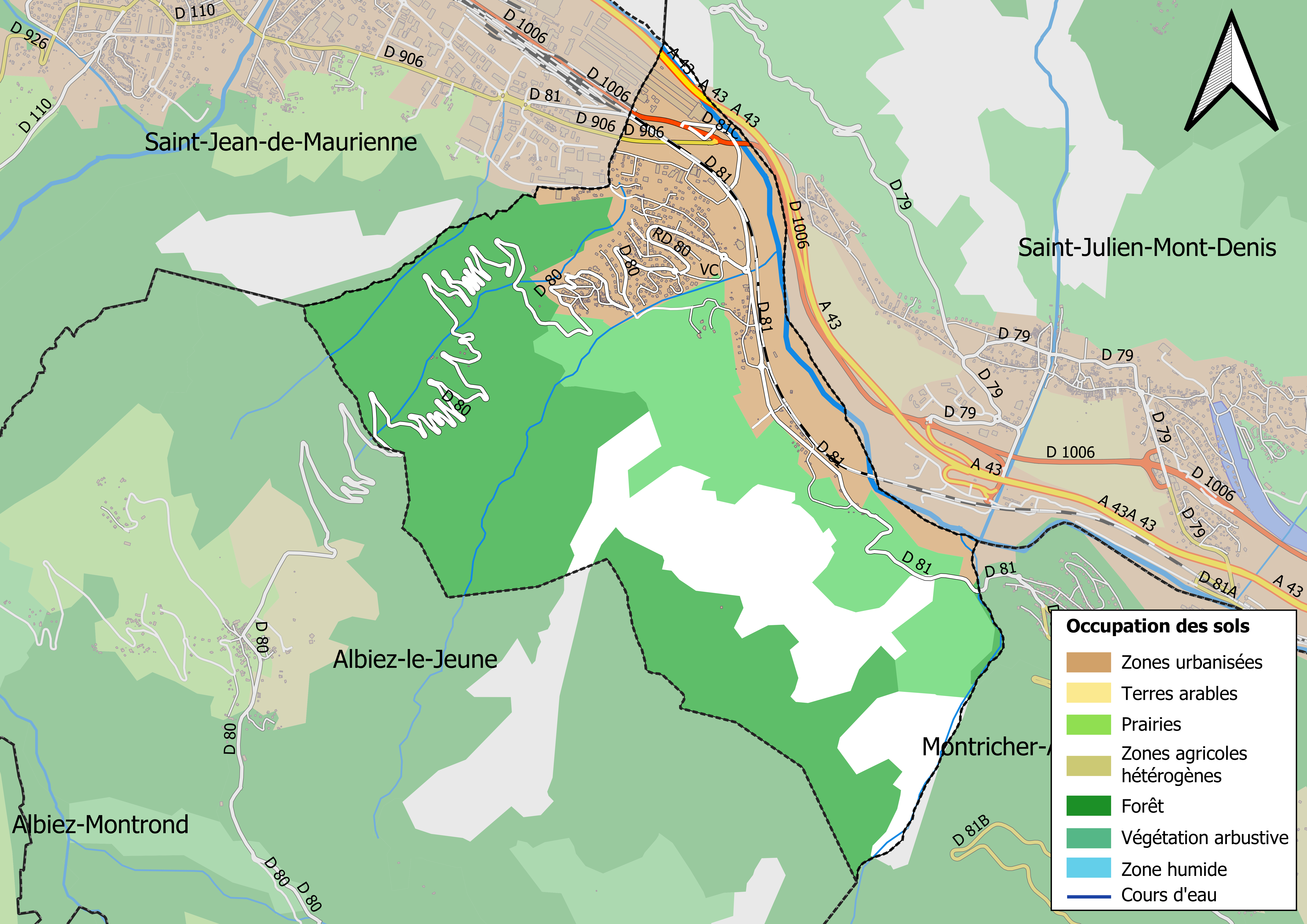
Kaart van de gemeente met de belangrijkste infrastructuur, bodemgebruik en omliggende gemeenten

## Demografie
Onderstaande figuur toont het verloop van het inwonertal (bron: INSEE-tellingen).